# Бигаш (Жетысуская область)
Бигаш (каз. Биғаш) — село в Ескельдинском районе Жетысуской области Казахстана. Входит в состав Жалгызагашского сельского округа. Код КАТО — 196437200.

## Население
В 1999 году население села составляло 178 человек (87 мужчин и 91 женщина). По данным переписи 2009 года, в селе проживали 193 человека (99 мужчин и 94 женщины).